# Capitán José Bozzano
Capitán José Bozzano (también conocido como Puerto Capitán Bozzano y anteriormente como Puerto Militar) es una pequeña localidad paraguaya del Departamento de Presidente Hayes ubicada en el kilómetro 219 de la ruta PY05, a orillas del Río Paraguay, en frente de la ciudad de Concepción, Departamento de Concepción, a unos 410 km de Asunción.
Actualmente la localidad se encuentra escasamente poblada, contando con una población estimada de 200 habitantes, cuyo centro urbano se puede encontrar en la zona conocida como Sawhoyamaxa Kilometro 16, a unos 16 km del Puente Nanawa.
Administrativamente la localidad forma parte del distrito de Villa Hayes, ubicado a unos 377 km de distancia.

## Toponimia
Su nombre es en honor al capitán de navío José Alfredo Bozzano Baglietto (1895 - 1969), destacado militar e ingeniero naval paraguayo que participó de la guerra del Chaco (1932 - 1935) y ayudó en la logística de soldados, alimentos, armamento y recursos gracias a su ingenio y a la construcción de los cañoneros Humaitá y Paraguay (buques de guerra insignia de la marina paraguaya). Debido a todos estos logros, José Bozzano fue ascendido póstumamente al grado inmediatamente superior de Contraalmirante.
Su antiguo nombre de Puerto Militar es debido a que el lugar fue utilizado como punto de partida por el ejército paraguayo para adentrarse en el interior del Chaco y fundar sus primeros fortines militares: Orihuela en 1924 y Nanawa en 1925, en el contexto previo a la guerra del Chaco.